# Taliku
Taliku ou Talikou est un khan gengiskhanide qui règne brièvement sur le khanat de Djaghataï à la mort de Kundjuk en 1308 jusqu'en 1309. Devenu musulman dans sa vieillesse, il propage l’islam parmi les Mongols. Sa politique entraîne une révolte et Taliku est assassiné sur ordre de parents de Douwa en 1309. Le fils cadet de Douwa, Kebek, monte sur le trône de Djaghataï. La même année, il bat le dernier représentant de la maison d'Ögödei, Djeper.
C'est le frère de Buqa Temür, qui régnera également sur ce Khanat, trente ans auparavant, d'environ 1272 à 1282. Ils sont tous deux fils de Qadaqchi.